# Заразиха прелестная
Заразиха прелестная (лат. Orobanche amoena) — многолетнее травянистое растение, вид рода Заразиха (Orobanche) семейства Заразиховые (Orobanchaceae).

## Ареал и среда обитания
Поволжско-казахстанский вид. Произрастает в степях от Волги до Алтая, но проникающий на север Ирана и в Джунгарию. Паразитирует на корнях полыней, чаще всего на Artemisia abrotanum L. являющегося, лугово-степным видом, обычные места обитания которого слегка засолённые луга в долинах рек.

## Описание
Многолетние растение. Паразит. Стебель утолщённый, коротко желёзисто-волосистый, желтоватый, с немногочисленными чешуями, вдвое длиннее соцветия. Чешуи овально-ланцетные, около 1 см длиной, обильно желёзисто-волосистые.
Соцветие цилиндрическое, под конец цветения редкоцветковое, с 6—35 цветками. Цветки вверх торчаще-отклонённые, сидячие. Прицветники овальные или продолговатые, равны или короче чашечки. Чашечка колокольчато-трубчатая, 4-зубчатая, длинной 9—10,5 мм, как и прицветники, коротко шерстисто-опушённая, с ланцетными, заострёнными, почти наполовину рассечёнными зубцами, буроватыми, с более тёмно окрашенной жилкой.
Венчик тонкожелёзистый, почти голый; лопасти его (верхняя губа двулопастная) округлые или почти округлые, по краю неправильно-городчатые или широковыемчатые; складки большие, беловатые или желтоватые. Тычинки прикреплены к трубке венчика на 1/3—1/2 от её основания. Пыльники овальные, коротко остроконечные, по шву слегка волосистые. Столбик скудно- и коротко желёзисто-волосистый. Рыльце 2-лопастное, с бархатистыми бледноватыми лопастями.
Коробочка коричневато-бурая, немного короче чашечки.

## Охрана
Включена в Красную книгу Волгоградской области.